# Guy Webster (fotograf)
Guy Webster (14. září 1939 – 9. února 2019) byl hollywoodský fotograf známý svými fotografiemi hudebníků a herců v šedesátých a sedmdesátých letech 20. století.

## Život a dílo
Narodil se do světa show businessu, jeho otcem byl Paul Francis Webster – textař, který několikrát získal ocenění americké Akademie filmového umění a věd Oscar. Třikrát vyhrál ocenění za nejlepší originální píseň a šestnáctkrát byl na cenu nominován.
Webster portrétoval celebrity a umělce jako například The Doors, Beach Boys, Rolling Stones nebo Simon & Garfunkel. Jeho snímky byly použity na obalech alb, billboardech a v časopisech.
Webster zemřel 9. února 2019 na rakovinu jater a cukrovku.